# 马勒富加斯-欧热斯
马勒富加斯-欧热斯（法語：Mallefougasse-Augès，法語發音：[malfuɡas oʒɛs]）是法国上普罗旺斯阿尔卑斯省的一个市镇，位于该省中部偏西，属于福卡尔基耶区。该市镇于1973年由原市镇马勒富加斯（Mallefougasse）和欧热斯（Augès）合并而成。

## 地理
马勒富加斯-欧热斯（44°3'58"N, 5°53'52"E）面积19.71 平方千米，位于法国普罗旺斯-阿尔卑斯-蓝色海岸大区上普罗旺斯阿尔卑斯省，该省份为法国东南部内陆省份，北起上阿尔卑斯省，西接沃克吕兹省，西北接德龙省，南至瓦尔省，东临滨海阿尔卑斯省，东北部与意大利接壤。
与马勒富加斯-欧热斯接壤的市镇（或旧市镇、城区）包括：圣多纳谷新堡、克吕伊 (上普罗旺斯阿尔卑斯省)、蒙福尔、蒙洛、佩吕、瓦尔贝勒。

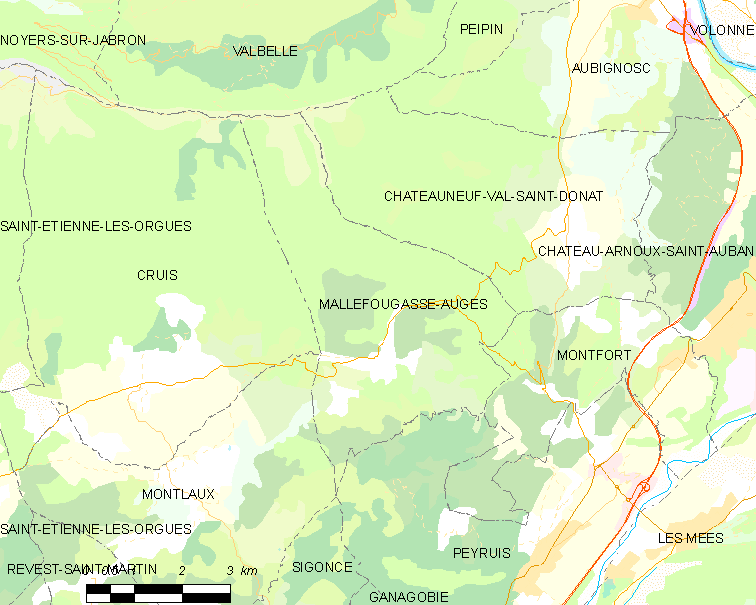
马勒富加斯-欧热斯的OSM定位图

马勒富加斯-欧热斯的时区为UTC+01:00、UTC+02:00（夏令时）。

## 行政
马勒富加斯-欧热斯的邮政编码为04230，INSEE市镇编码为04109。

## 政治
马勒富加斯-欧热斯所属的省级选区为福卡尔基耶县。

## 人口

1962-2008年间马勒富加斯-欧热斯人口变化图示

马勒富加斯-欧热斯于2022年1月1日时的人口数量为325人。